# Borsova vármegye
Borsova vármegyét Szent István király hozta létre az államalapítás és a királyi vármegyerendszer megszervezése idején Borsovavár központtal.
Területe Bereg vármegyét és Szabolcs vármegye egy részét foglalta magába, itt haladt keresztül a Kárpátokon északkeleti irányba vezető kereskedelmi és hadi útvonal. Borsova vármegye valamikor 1242 után szűnt meg, mint közigazgatási szervezet, helyén szervezték meg Bereg vármegyét, míg a Tisza bal parti része Szabolcs vármegyéhez került.

## Területe
Borsova vármegye területe jól leírható az 1332 és 1337 között felvett pápai tizedlajstromban szereplő falvak, valamint néhány korabeli oklevél alapján. Északkeleti határa egyben az ország határát is képező Keleti-Beszkidek, északnyugaton a Latorca vízválasztóján futott a Sztára patakig. Csap és Vásárosnamény között átterjedt a Tisza nyugati oldalára, s magában foglalta a mai Felső-Szabolcsot. Vásárosnamény környékétől kelet felé a Tisza volt a határ, majd Sárosoroszi után a Borsova folyót követte. A vármegye területe Ilosva és Bilke magasságában átcsapott a Borsova bal partjára és Szuhabaranka egykori váránál tért vissza a folyóhoz. Ezzel Borsova vármegye a Trianon előtti Magyarország Bereg vármegyéjén kívül Szabolcs északi harmadát, valamint Máramaros vármegye Dolhai járásának nagy részét és Ung vármegye déli csücskét (Csap, Győröcske, Tiszaásvány és Záhony) foglalta magába.
Hogy a Felső-Szabolcsi területekről kicsit pontosabb képet kapjunk, a már említett pápai tizedlajstromot követve egészen pontosan kijelölhető a határ. Ezek szerint a Tisza vonalától Dombrád után kanyarodott a határvonal délre, majd Beszterec, Apagy, Petri, Pócs és Bogát területei után északkelet felé Gyulaj, Fehértó, Lórántháza, Karász falvakat foglalta magában, majd Apáti mellett tért vissza a Tiszához. Oklevelek tanúsága szerint az említett falvakon túl Borsova határát jelölte még többek között: Badaló, Kércs, Kék, Pazony és egy Mérgesd nevű mára már nem létező falu a mai Petneháza határában.

## Története
Már a honfoglalás előtt is fontos terület lehetett, hiszen Anonymus szerint Árpád vezér 903-ban elfoglalta majd újjá is építtette a Borsovai várat, hogy az északról érkező támadások ellen a szabolcsi síkság védve legyen. A vármegyét Szent István király hozta létre, székhelye előbb rövid ideig Kisvárda, majd pedig Borsovavár lett, birtokosai Zalán vezér katonái voltak. A tatárjárás jelentős pusztítást okozott a vármegyében, majd IV. Béla király újjáépítései során itt szervezték meg a beregi erdőispánságot, mely később vármegyévé fejlődött. 1271-ben már nem létezett Borsova vármegye, nyugati részei Szabolcshoz kerültek, a többi pedig Bereg vármegye területe lett. A vármegyétől függetlenül az Egri püspökséghez tartozó Borsovai főesperesség még a 16. században is létezett.

## Emlékezete
Emléke több formában is fennmaradt:
- A középkori egyházszervezetben mint borsovai főesperesség.
- Borzsa folyó Kárpátalján.
- Nagyborzsova falu neve.